# Trapeză

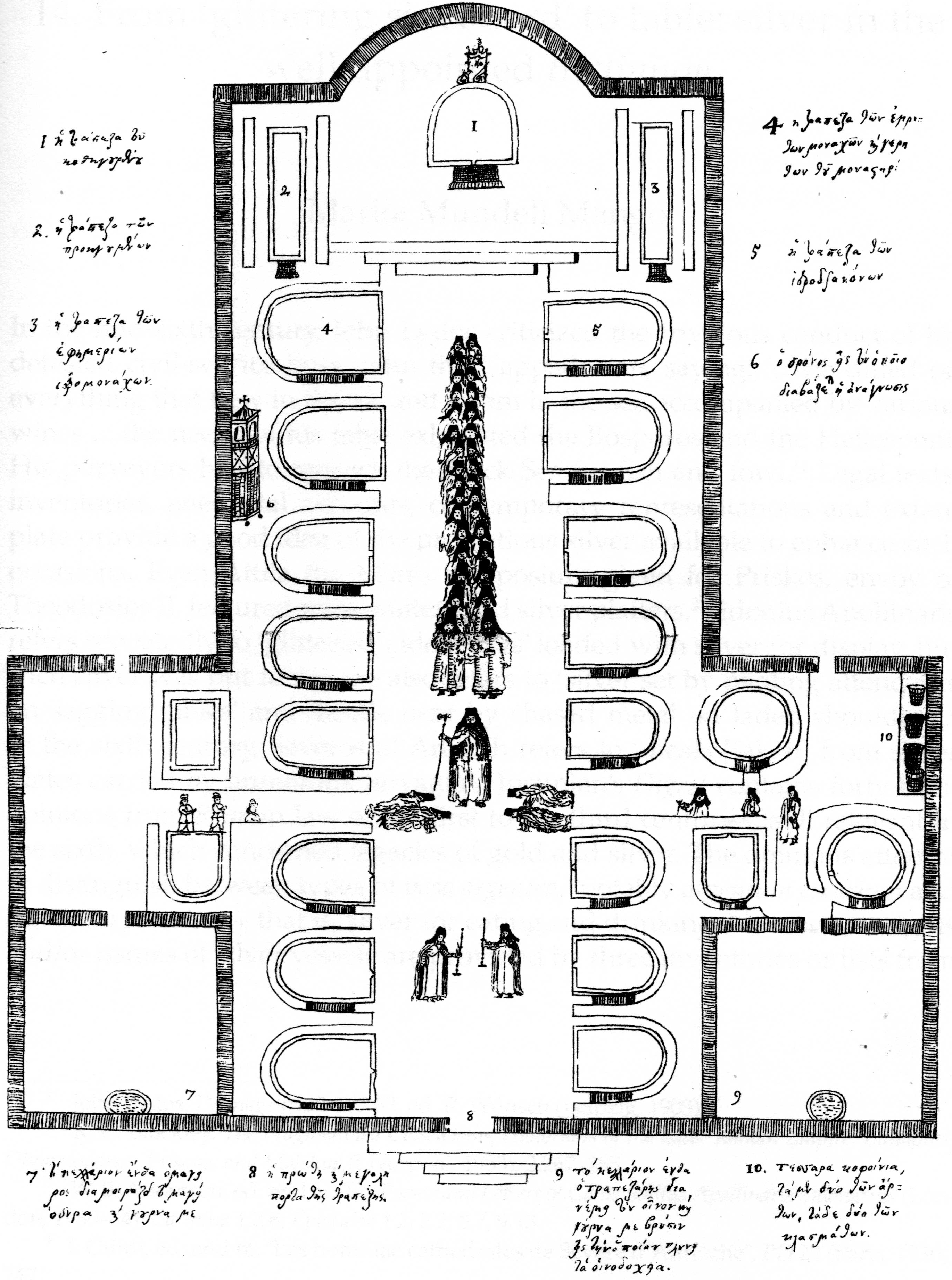
Schema unei trapeze

Trapeza (în greacă τραπέζια, transliterat: trapezia) sau refectoriul este numele sălii de mese dintr-o mănăstire. Substantivele trapeză și trapez provin din limba greacă, în care înseamnă „masă”.